# Advanced Design Tramontana
Advanced Design Tramontana — испанский производитель спортивных автомобилей.

## История
В компании Tramontana работает около 150 человек, но основной вклад в создание автомобиля внесли основатель компании Жозеп Рубау, главный конструктор Пере Гири (Pere Giry), специалист по кузовам Чави Лопес (Xavi Lopez) и инженер Жорди Бальтазар (Jordi Baltasar).

## Модели
| Год  | Модель         | Описание | Изображение |
| 2005 | Tramontana     | 720-сильный двигатель V12, максимальная скорость — 260 км/ч. Цена — 610000 евро |             |
| 2009 | Tramontana R   | Автомобиль предназначен для использования только на гоночном треке. Презентация модели прошла на Top Marques Monaco 2009. Используется 5,5-литровый твин-турбо двигатель Mercedes-Benz V12 мощностью 720 л.с. при 5250 об/мин.. Цена — 385,000 евро (495,000 долл.) |             |
| 2013 | Tramontana XTR | 888-сильный двигатель V12, максимальная скорость — 325 км/ч. Цена — более 400,000 евро |             |
| 2015 | Tramontana S   | Автомобиль предназначен для дорог общего пользования. Используется дефорсированный до 580 л.с. турбомотор Mercedes. Максимальная скорость — 299 км/ч, разгон до 100 км/ч - 3,9 секунды. Цена — более 450,000 евро                                                   |             |

- Дизайн модели создан по мотивам автомобилей 30-х годов прошлого века.[источник не указан 2396 дней]
- Логотип компании «цифра 8» означает — бесконечность и замкнутость системы.[источник не указан 2396 дней]
- Дистрибьютеры компании есть в некоторых странах Европы (например, Италии, Испании, Португалии, Франции и Германии), а также странах Ближнего Востока и США.[источник не указан 2396 дней]